# Forêts claires xérophiles d'altitude du Tibesti et du Djebel Uweinat
Localisation
Les forêts claires xérophiles d'altitude du Tibesti et du Djebel Uweinat sont une écorégion terrestre en Afrique définie par le WWF, appartenant au biome des déserts et terres arbustives xériques : elle comprend les deux massifs montagneux du Tibesti et du Djebel Uweinat, enclavés dans le désert du Sahara, l'un partagé entre la Libye et le Tchad, l'autre, plus étroit, à la triple frontière de l'Égypte, de la Libye et du Soudan. Cette région appartient à l'écozone paléarctique et à la frange sud de l'aire méditerranéenne.

## Géologie et climat
Le Tibesti et le Djebel Uweinat sont deux massifs basaltiques d'origine volcanique. Le Tibesti est formé de 7 volcans inactifs culminant à l'Emi Koussi (3415 m), avec des fumerolles et des sources chaudes ; le Djebel Uweinat regroupe plusieurs sommets d'un peu moins de 2000 m. Le relief assure un climat plus frais et des précipitations plus abondantes que sur les pénéplaines environnantes. Le Tibesti a des points d'eau permanents (gueltas) et des oueds intermittents. Les sommets ont des températures moyennes de 9 à 20°C, pouvant descendre à zéro, et des précipitations ne dépassant pas 600 mm ; les basses terres ont des moyennes thermiques de 12 à 30°C et des précipitations très irrégulières, comme celles du désert environnant, ne dépassant pas 100 mm par an. Les pentes sud et ouest du Tibesti reçoivent des vents chargés de pluie en provenance de l'océan Atlantique.

## Flore

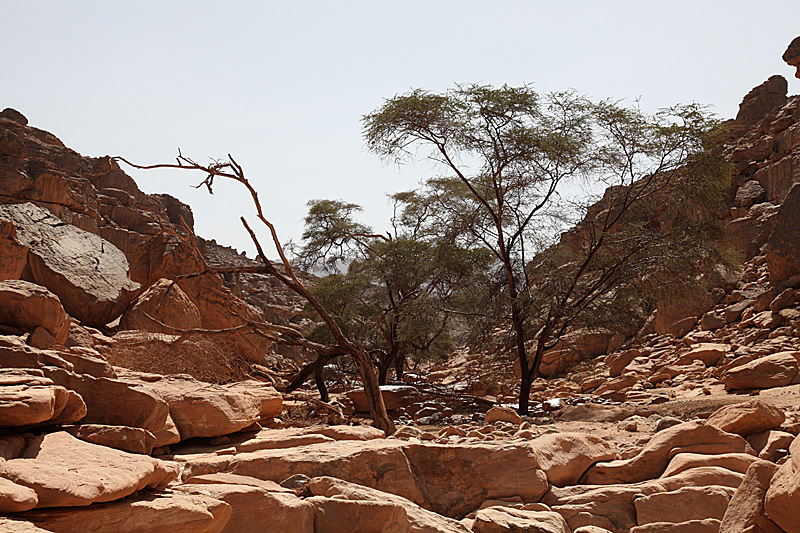
Paysage du Karkur Talh (Jebel Uweinat) en 2011.

Sur les versants les plus humides, les lits arrosés par les oueds ont une végétation dominée par les Acacia et Panicum, avec une diversité relativement forte des genres tropicaux comme Abutilon, Hibiscus, Rhynchosia et Tephrosia. Parmi les espèces les plus communes du Tibesti figurent le palmier dattier et le palmier doum, le myrte de Nivelle, le très toxique laurier-rose, Tamarix articulata, Salvadora persica (ou « arbre brosse à dents »), Ficus teloukat. Au Jebel Uweinat, on rencontre des plants épars de Salvia et Lavandula sur les sommets, acacia faux-gommier, Fagonia indica et kapok sur les pentes basses.

## Faune

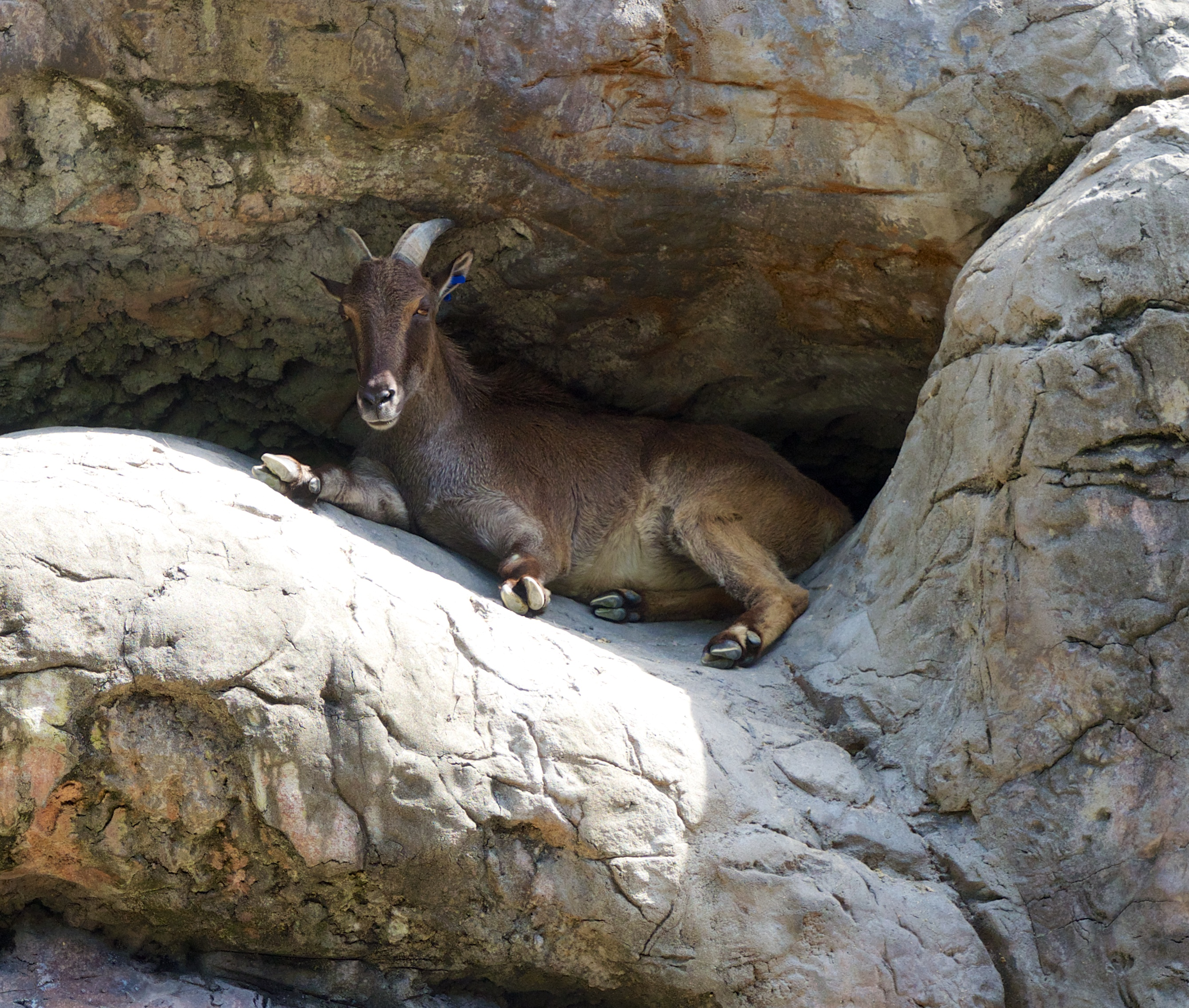
Mouflon à manchettes en 2012, lieu inconnu.

L'art rupestre témoigne d'une époque, il y a 7 000 ans, où la vie humaine et animale bénéficiait de conditions climatiques plus favorables. Une gravure du Djbal Eghei, au Tibesti, représente un éléphant ; elle serait contemporaine des pasteurs bovidiens dans une phase humide du Sahara. Des gravures du Djebel Uweinat montrent des girafes et des antilopes ainsi que plusieurs animaux domestiques, bœufs, moutons, dromadaires, chiens. Les grands mammifères actuels, très menacés à l'état sauvage, sont le mouflon à manchettes, la gazelle dorcas, l'hyène rayée ; une population de gazelles leptocères a peut-être disparu. On rencontre encore le chacal doré, le renard de Rüppel, le fennec, le rat épineux, la gerbille des rochers et le daman.
L'existence de rares plans d'eau permanents a permis la persistance de populations reliques depuis une époque où ils étaient reliés par des bassins fluviaux traversant le Sahara. Une dizaine d'espèces aquatiques sont communes au Tibesti et à l'Ennedi dont Barbus macrops (en), deux espèces du genre Labeo, deux Cichlidae et le Poisson-chat africain.